# Clematepistephium
Clematepistephium, monotipski biljni rod iz porodice kaćunovki, dio tribusa Vanilleae. 
Jedina vrsta je penjačica C. smilacifolium, endem sa Nove Kaledonije.. Raste u prašumama na nadmorskim visinama od 150 do 1200 metara kao golemi epifit koji raste od topline do hladnoće s vrlo dugom, vitkom stabljikom poput loze koja je ukorijenjena u tlo, ali se vijuga kroz stablo do vrha, svaka grana duga je do 10 cm, s 3 do 6 cvjetova (15 cm )

## Sinonimi
- Epistephium smilacifolium Rchb.f.; Linnaea 41: 65 (1876)
- Eriaxis smilacifolium (Rchb.f.) Brieger; Schltr., Orchideen Beschreib. Kult. Zücht., ed. 3, Bd. I, 399 (1975)